# Торндайк, Аннели
Анне́ли Торнда́йк (нем. Annelie Thorndike), урождённая Кунигк (нем. Kunigk; 17 апреля 1925, Kluczewo, West Pomeranian Voivodeship, Западно-Поморское воеводство — 26 декабря 2012, Вольгаст, Мекленбург — Передняя Померания) — немецкий кинорежиссёр и сценарист.

## Биография
Работала режиссёром-документалистом на студии ДЕФА. С 1952 года снимала фильмы совместно с мужем — Андре Торндайком. На основе своего сценария вместе с мужем и Карлом Раддацем написала журналистское расследование о деятельности Ханса Шпайделя.

## Избранная фильмография

### Режиссёр
- 1953 — Сталин и немецкий народ / Stalin und die deutsche Nation
- 1956 — Ты и твой товарищ / Du und mancher Kamerad (в советском прокате «Это не должно повториться»)
- 1957 — Отпуск на Зильте / Urlaub auf Sylt (к/м)
- 1958 — Операция «Тевтонский меч» / Unternehmen Teutonenschwert
- 1963 — Русское чудо / Das russische Wunder
- 1969 — Дневник немецкой женщины / Du bist Min — Ein deutsches Tagebuch
- 1970 — Владимир Ильич Ульянов-Ленин / Wladimir Iljitsch Uljanow Lenin
- 1972 — Старт / Start
- 1977 — Старый новый мир / Die alte neue Welt

### Сценарист
- 1957 — Отпуск на Зильте / Urlaub auf Sylt (к/м)
- 1969 — Дневник немецкой женщины / Du bist Min — Ein deutsches Tagebuch

## Награды
- 1952 — Национальная премия ГДР
- 1956 — Национальная премия ГДР («Ты и другой товарищ»)
- 1958 — Премия имени Генриха Грайфа
- 1963 — Национальная премия ГДР («Русское чудо»)
- 17.05.1963 — орден Ленина — за создание выдающегося художественно-документального фильма «Русское чудо», ярко и правдиво отобразившего исторический путь, пройденный народами СССР за годы Советской власти, показавшее глубокое понимание авторами фильма советской действительности и их горячее стремление к дальнейшему развитию и упрочению культурных связей между народами СССР и ГДР
- 1979 — Юбилейная премия по случаю 60-летия советского кино XI Московского международного кинофестиваля

## Сочинения
- Торндайк А. и А., Раддац К. Операция «Тевтонский меч». Большая карьера мелкого шпиона (перевод с нем. В. Г. Чернявский). — М., Воениздат, 1960.